# Syntonia (album)
Syntonia – czwarty album studyjny polskiej grupy Łąki Łan. Został wydany 18 listopada 2016 przez Pomaton, oddział wytwórni fonograficznej Warner Music Poland. Płyta uzyskała nominację do Fryderyka 2017 w kategorii Album Roku - Muzyka Alternatywna.
Nagrania zrealizowano w Rolling Tapes Studio, Studio DR, W Dobrym Tonie Studio oraz w pracowni Elo Studio.

## Lista utworów
| Nr | Tytuł utworu       | Słowa                  | Muzyka                 | Produkcja      | Długość |
| -- | ------------------ | ---------------------- | ---------------------- | -------------- | ------- |
| 1. | „Mucha Nie Siada”  | Łąki Łan               | Łąki Łan               | Dangers Angels | 4:54    |
| 2. | „Pola Ar”          | Łąki Łan               | Łąki Łan               | Dangers Angels | 5:32    |
| 3. | „To Bee”           | Łąki Łan               | Łąki Łan               | Dangers Angels | 4:33    |
| 4. | „Rozanielacz Dusz” | Łąki Łan               | Łąki Łan               | Dangers Angels | 7:34    |
| 5. | „Bombaj”           | Łąki Łan               | Łąki Łan               | Dangers Angels | 4:48    |
| 6. | „To Remember”      | Łąki Łan, Chesney Snow | Łąki Łan, Chesney Snow | PLAN B         | 4:20    |
| 7. | „Sarabanda”        | Łąki Łan               | Łąki Łan               | Dangers Angels | 5:39    |
| 8. | „Leć Tu”           | Łąki Łan               | Łąki Łan               | Dangers Angels | 6:06    |
| 9. | „Syntonia”         | Łąki Łan               | Łąki Łan               | Dangers Angels | 7:54    |
|    |                    |                        |                        |                | 51:20   |